# Carex flava
Espèce
Classification APG III (2009)
Statut de conservation UICN

 LC  : Préoccupation mineure
L'espèce Carex flava L., la Laîche jaunâtre, est une plante des prairies humides et des marais, sur substrat de préférence basique.

## Noms vernaculaires
- Français : Laîche jaunâtre
- Néerlandais : Gele zegge
- Allemand : gelbe Segge.